# V Spadochronowe Mistrzostwa Polski w Akrobacji Zespołowej RW-4 Nowy Targ 1996
 V Spadochronowe Mistrzostwa Polski w Akrobacji Zespołowej RW-4 Nowy Targ 1996 – odbyły się 22–25 sierpnia 1996 na lotnisku Nowy Targ. Gospodarzem Mistrzostw był Aeroklub Nowy Targ, a organizatorem Aeroklub Polski i Aeroklub Nowy Targ. Do dyspozycji skoczków był samolot An-2. Skoki wykonywano z wysokości 3 050 metrów (10 000 stóp) i opóźnieniem 35 sekund. Wykonano 4 kolejki skoków.

## Rozegrane kategorie
Mistrzostwa rozegrano w jednej kategorii:
- Akrobacja zespołowa RW-4.

## Kierownictwo Mistrzostw
- Dyrektor Mistrzostw – Stanisław Świerczek
- Sędzia główny – Andrzej Nawracaj
- Sędzia konkurencji – Maciej Antkowiak
- Kierownik skoków – Andrzej Palenik
- Komisja sędziowska – Andrzej Bielicki, Andrzej Buczkowski, Jan Isielenis, Mariusz Puchała, Mirosław Rapita, Ireneusz Zalewski, Wojciech Zugar, Andrzej Dziobal.

Źródło: 

## Medaliści
Medalistów V Spadochronowych Mistrzostw Polski w Akrobacji Zespołowej RW-4 Nowy Targ 1996 podano za: Lidia Kosk: Wyniki Mistrzostw Polski w Formation Skydiving, lata 1989–2014. [dostęp 2021-02-08]. (pol.).
| Konkurencja              | Złoto       | Srebro          | Brąz         |
| Akrobacja zespołowa RW-4 | WOSS Kraków | Aeroklub Polski | Aeroklub ROW |

## Wyniki
Wyniki Uczestników V Spadochronowych Mistrzostw Polski w Akrobacji Zespołowej RW-4 Nowy Targ 1996 podano za: Jan Isielenis, Archiwum Sekcji Spadochronowej Aeroklubu Gliwickiego, 1996. Brak numerów stron w książce
W zawodach brało udział 23 zawodników  reprezentujący 5 zespołów.
| Klasyfikacja – Akrobacja zespołowa RW-4 | Klasyfikacja – Akrobacja zespołowa RW-4                                                                               | Klasyfikacja – Akrobacja zespołowa RW-4 | Klasyfikacja – Akrobacja zespołowa RW-4 | Klasyfikacja – Akrobacja zespołowa RW-4 | Klasyfikacja – Akrobacja zespołowa RW-4 | Klasyfikacja – Akrobacja zespołowa RW-4 |
| --------------------------------------- | --- | --------------------------------------- | --------------------------------------- | --------------------------------------- | --------------------------------------- | --------------------------------------- |
| Miejsce                                 | Drużyna | Kolejka                                 | Kolejka                                 | Kolejka                                 | Kolejka                                 | Razem                                   |
| Miejsce                                 | Drużyna | I                                       | II                                      | II                                      | IV                                      | Razem                                   |
| 1                                       | WOSS Kraków Tadeusz Matejuk, Grzegorz Świerad, Marcin Bielecki, Mikołaj Marczyk, Stanisław Gruszka                    | 5                                       | 8                                       | 8                                       | 5                                       | 26                                      |
| 2                                       | Aeroklub Polski Marcin Wilk, Artur Kuchta, Mariusz Bieniek, Krzysztof Filus, Mirosław Wyszomirski (kamera)            | 4                                       | 7                                       | 7                                       | 5                                       | 23                                      |
| 3                                       | Aeroklub ROW Jarosław Pawłowski, Mariusz Koba, Tomasz Adamiak, Sebastian Sobczak                                      | 3                                       | 4                                       | 3                                       | 4                                       | 14                                      |
| 4                                       | Aeroklub Ziemi Lubuskiej Artur Milczewski, Tomasz Bzylewicz, Liwiusz Paramończyk, Maciej Machowicz                    | 2                                       | 0                                       | 1                                       | 2                                       | 5                                       |
| 5                                       | Związek Polskich Spadochroniarzy Poznań Maciej Broszko, Piotr Sateja, Jan Ślusarczyk, Paweł Kardyni, Marcin Pietrucha | 1                                       | 1                                       | 0                                       | 1                                       | 3                                       |